# 迪夫里伊大清真寺和醫院
迪夫里伊大清真寺和醫院（土耳其語：Divriği Ulu Cami ve Darüşşifası）為結合清真寺與醫院之綜合建築，由孟古耶基德王朝建立於今土耳其錫瓦斯省迪夫里伊小鎮中。該建築位於城堡下方的上城，其精密石雕與不拘一格的建築特色，成為了安納托利亞最重要的建築作品之一，並在1985年被聯合國教育、科學及文化組織列為世界遺產。

## 歷史

### 背景
迪夫里伊於9世紀時由拜占庭帝國所建立，但在曼齊刻爾特戰役後，當地便被定居在那裏的突厥部落佔領。爾後由安納托利亞地區的突厥塞爾柱王朝統治者分支的眾多相互競爭的安納托利亞侯國統治。在那時，該城鎮與附近的城鎮（如埃爾津詹）由孟古耶基德王朝統治，其中，在埃米爾伊沙克去世後，該王朝分裂為兩個分支，一支統治迪夫里伊，另一支統治埃爾津詹。爾後，該王朝透過與統治科尼亞的魯姆統治者聯姻，並在其鼎盛時期之時，承認他們為其保護者兼盟友。（pp. 27-32）
孟古耶基德統治者為藝術、科學和文學的熱情贊助者。藝術史家多安·庫班稱，這解釋了為何大致在這個時候出現了一群傑出的藝術家──得以建造清真寺和醫院必備的條件之一。（pp. 30-31）他還指出在這一時期，這個地區的文化環境呈現高度多樣化且充滿活力，各種各樣的藝術家和工匠可能在該地區周遊並從一個贊助人轉移到另一個贊助人，繼而產生出不拘一格的建築風格，反映了不同地方傳統的影響。

### 建立
清真寺北門有來自伊斯蘭曆626年（公元1228-9年）之紀錄：其贊助者為艾哈邁德沙赫·本·蘇萊曼，孟古耶基德之迪夫里伊分支的統治者之一。而醫院門口的銘文將這座建築描述為「療癒之家」，並將其地基歸功於圖蘭·馬利克·賓特（為後者的女兒）與法赫爾丁·巴赫拉姆沙赫──後者統治了埃爾津詹將近60年，直至1225年駕崩。儘管人們通常認為艾哈邁德沙赫與圖蘭·馬利克結為連理，但實際上無論是銘文還是其他方面皆沒有證據顯示兩者之間存在婚姻關係。
至於該建築的總建築師之名字刻在建築內部，並讀作胡拉姆沙·本·穆吉斯·希拉提，該名字表明他來自阿赫拉特──該城市在中世紀被稱作希拉特。

### 修復
根據銘文顯示，該建築群在15-19世紀期間歷經多次修復作業，到了20世紀時進行了更多的修復工作，藉以應對材料的劣化和結構問題。到了2010年，另一項重大修復工程啟動，經幾年準備後，於2015年舉行第一次招標時開工。期間在2017年曾停止一段時間後復工，但在2019年因財務原因再次停工──那時候有許多階段皆已完成。隨後在2021年舉行新一輪招標後再次復工，到了2022年2月進入修復工程之最終環節。

## 建築
該建築由一座清真寺組成，而清真寺毗鄰著醫院，並與醫院共享其南側的基卜拉。其陵墓為醫院之附屬建物。

### 清真寺

#### 外觀
該清真寺主要入口位於北側，以高大的門戶為期標記，並以其浮雕、石雕的高質量和密度而聞名；西側入口可能是後來才建的──該清真寺的正面曾發生坍塌並在後來重建，該入口也在那時由西北側的圓形扶壁加固。第三個入口則在東側，可能為皇室專用入口，並可通往清真寺內部東南角的凸起木製平台，供統治者及其隨行人員使用。

清真寺外觀
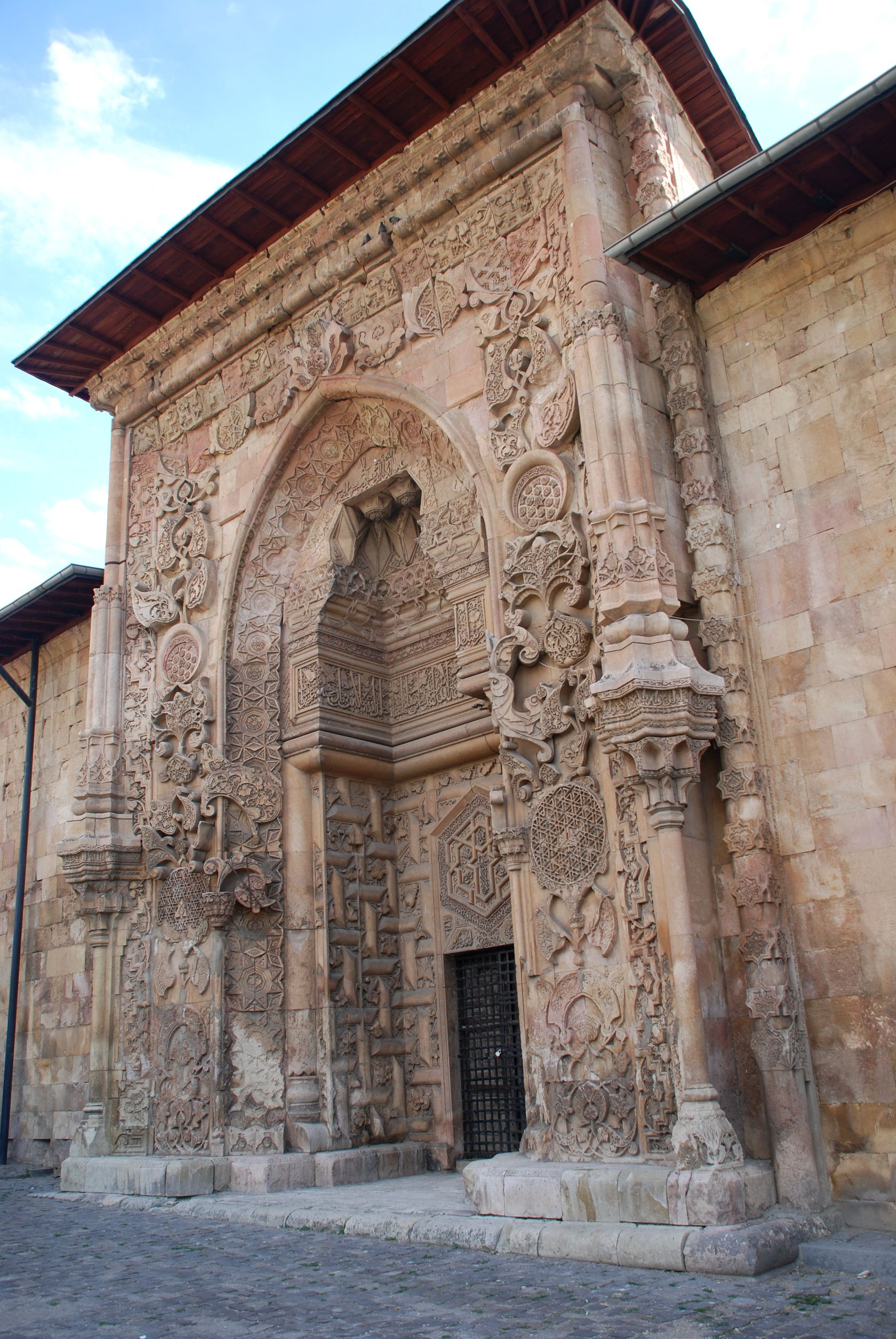
清真寺北側入口
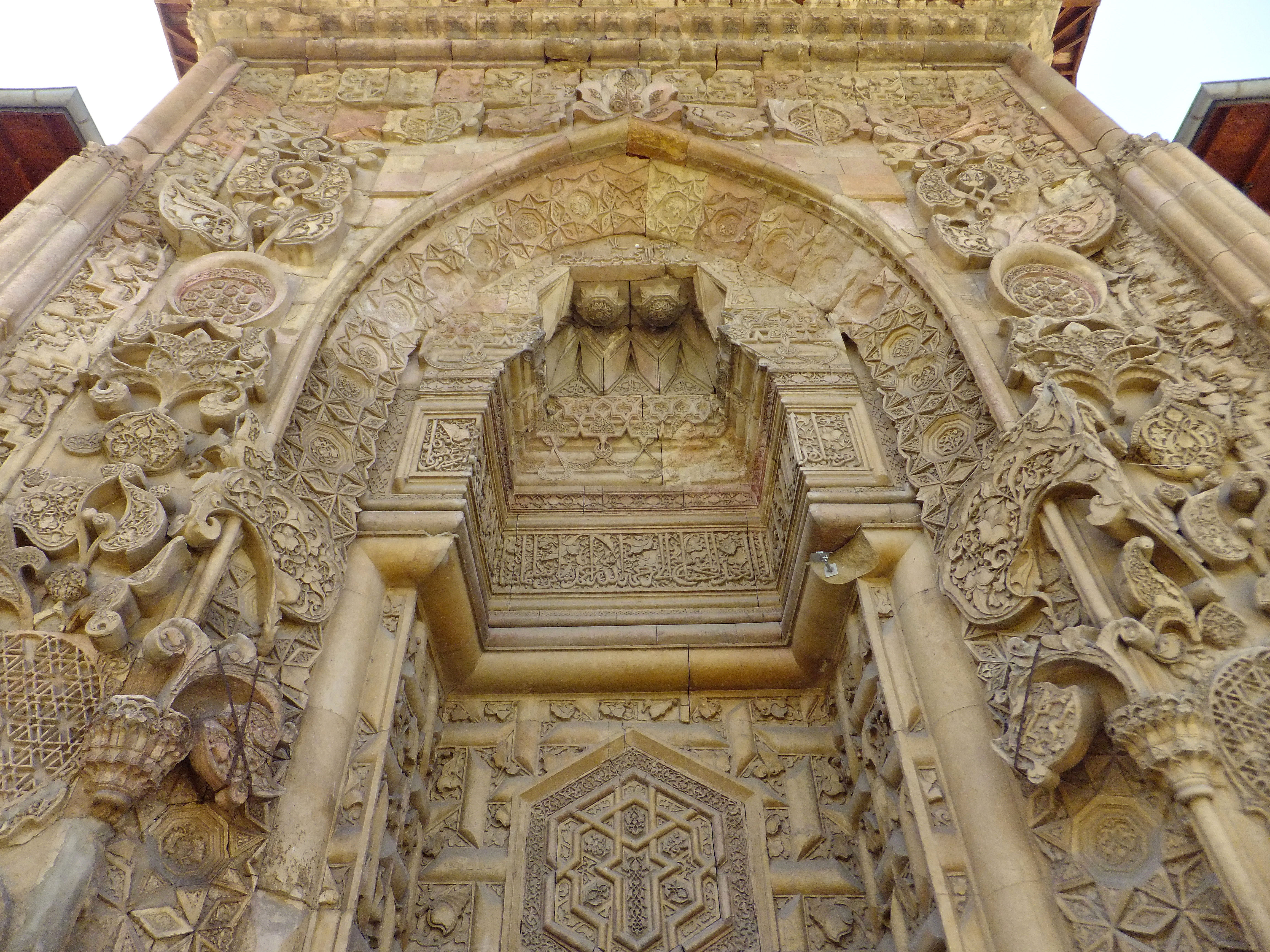
北側入口近景
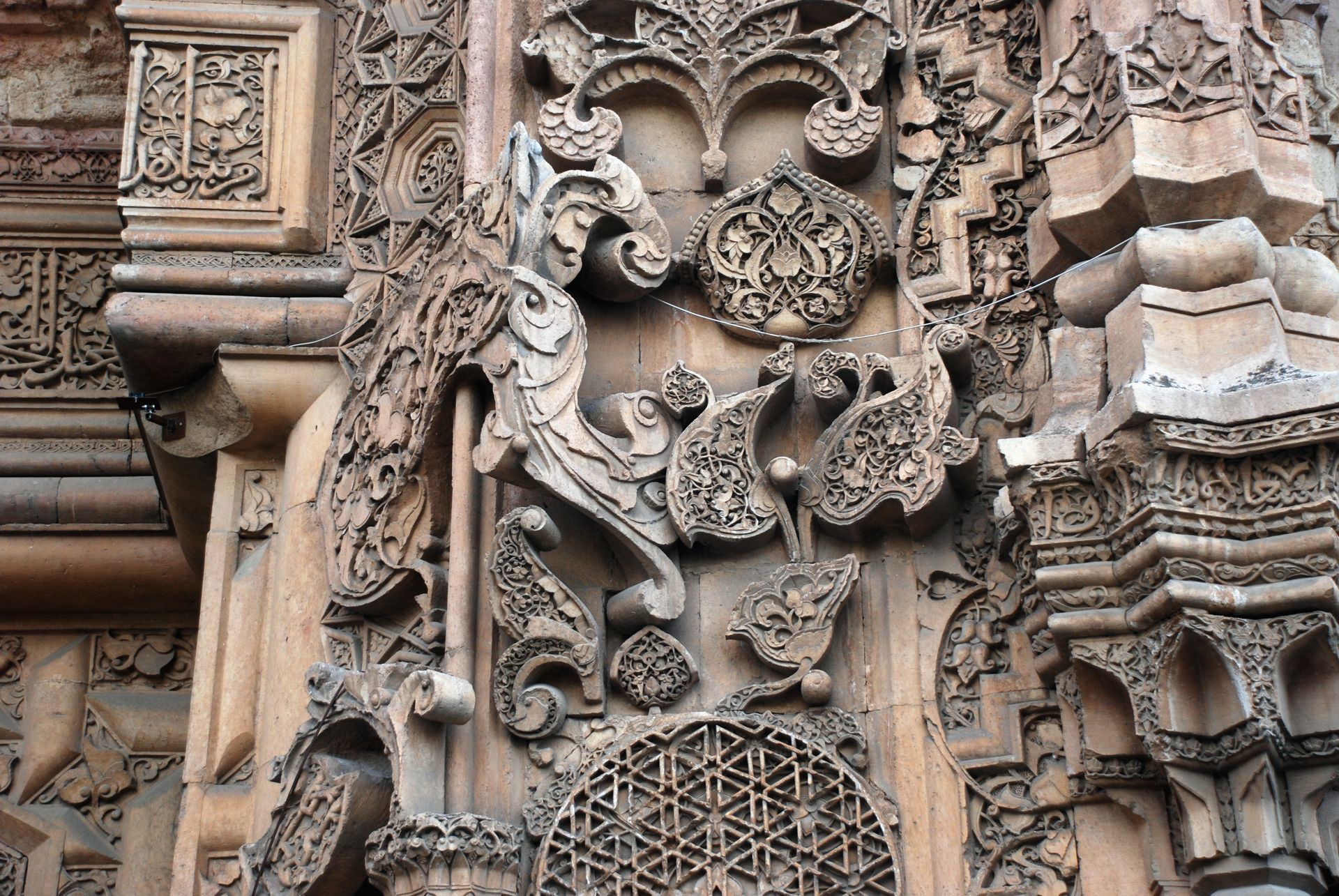
北側入口特寫
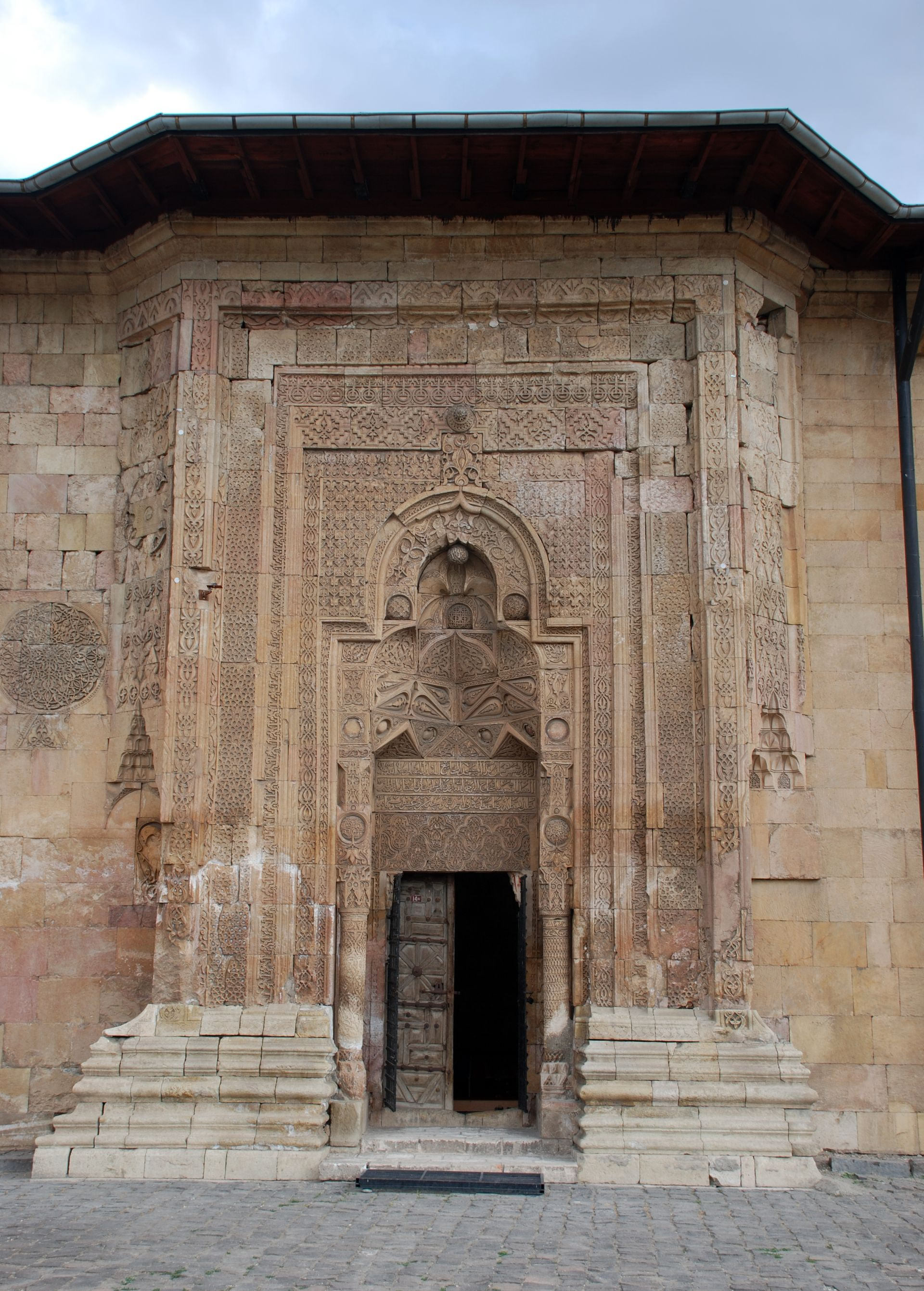
清真寺西側入口
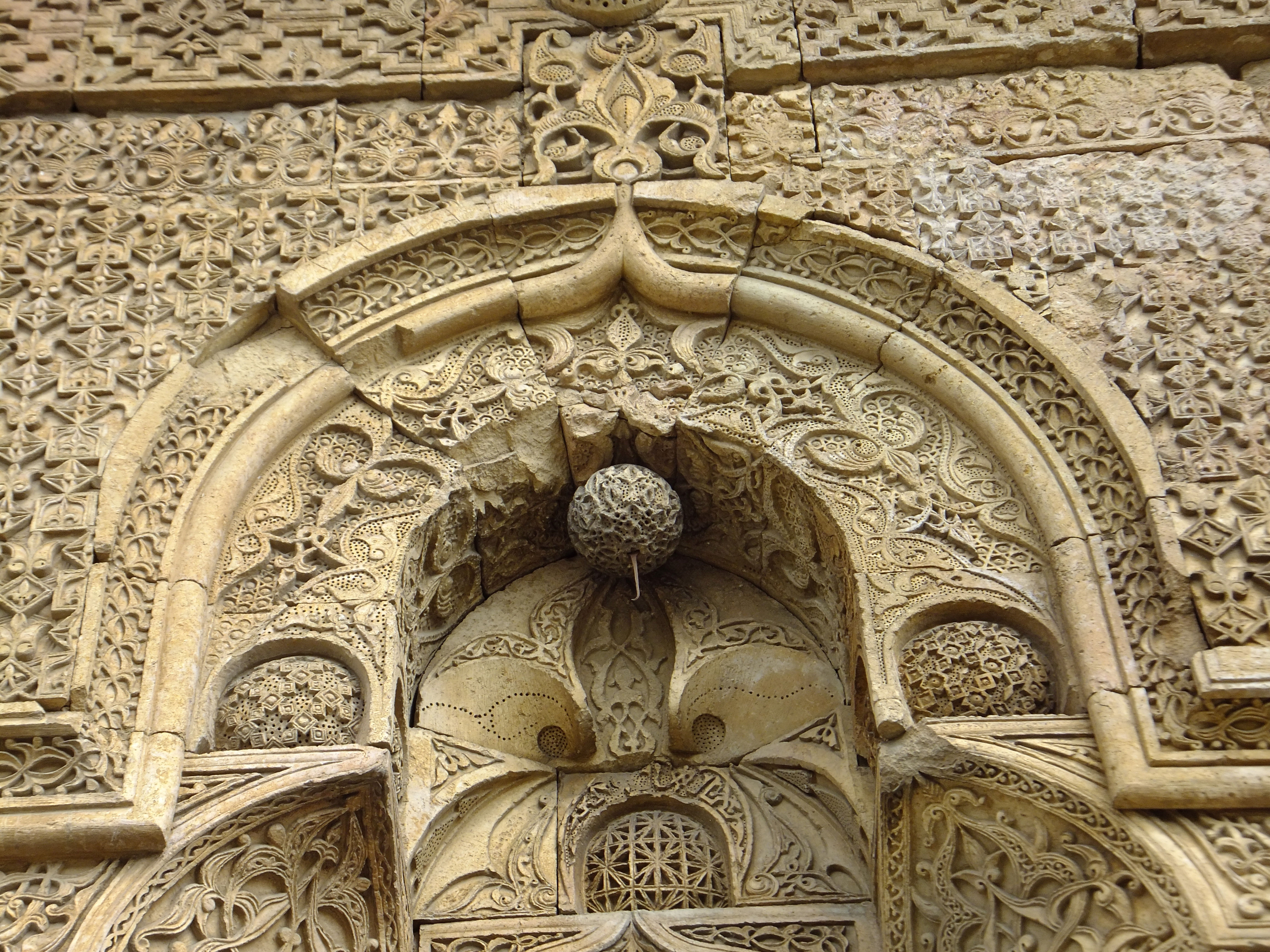
西側入口特寫
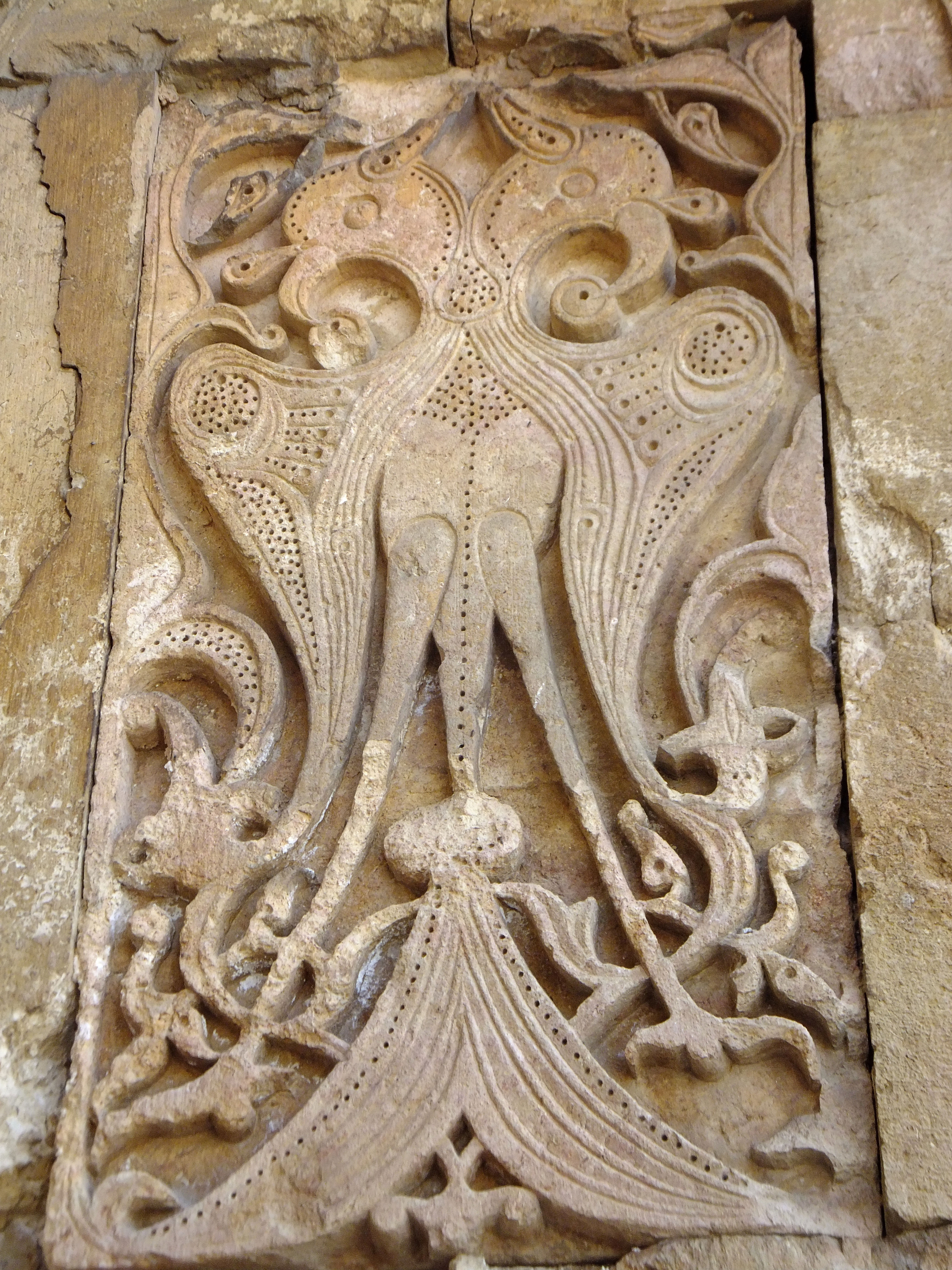
西側入口之雙頭鷹圖案
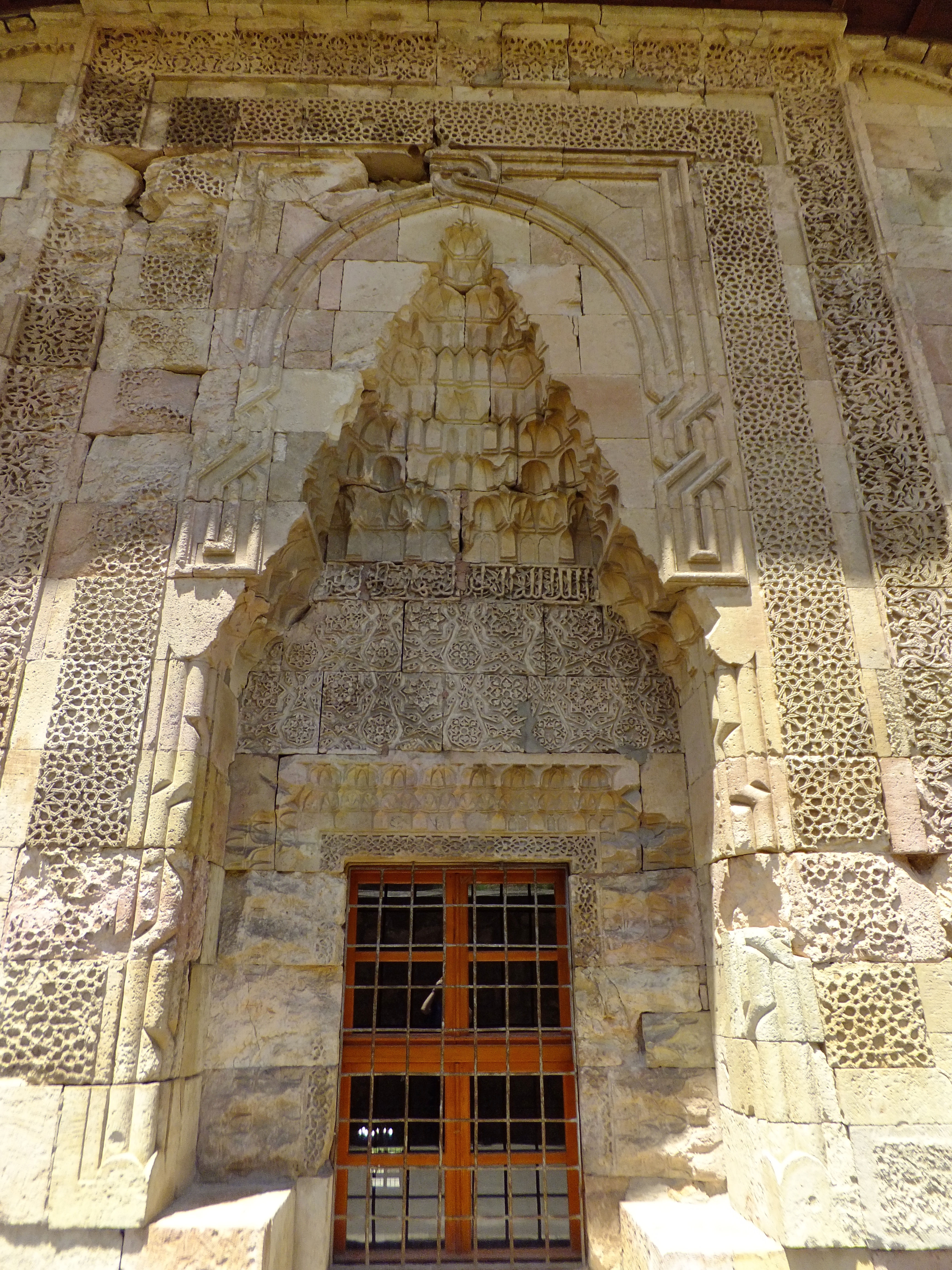
清真寺東側入口/窗戶

#### 內飾
清真寺的內部由支撐上方石製拱頂的石墩組成。其中央隔間似乎朝天空敞開，就如其他沒有庭院的中世紀安納托利亞清真寺一樣。該清真寺內的一些沿著其朝拜牆的原始木製家具保留至今，比如醫院內通往墓室的百葉窗及可追溯至1243年的木製講經壇，並由易卜拉欣·本·艾哈邁德·提弗利西在上署名。一些據說在屬於皇家平台的雕刻木板就在今安卡拉的虔誠捐贈局博物館中展出。

清真寺內飾
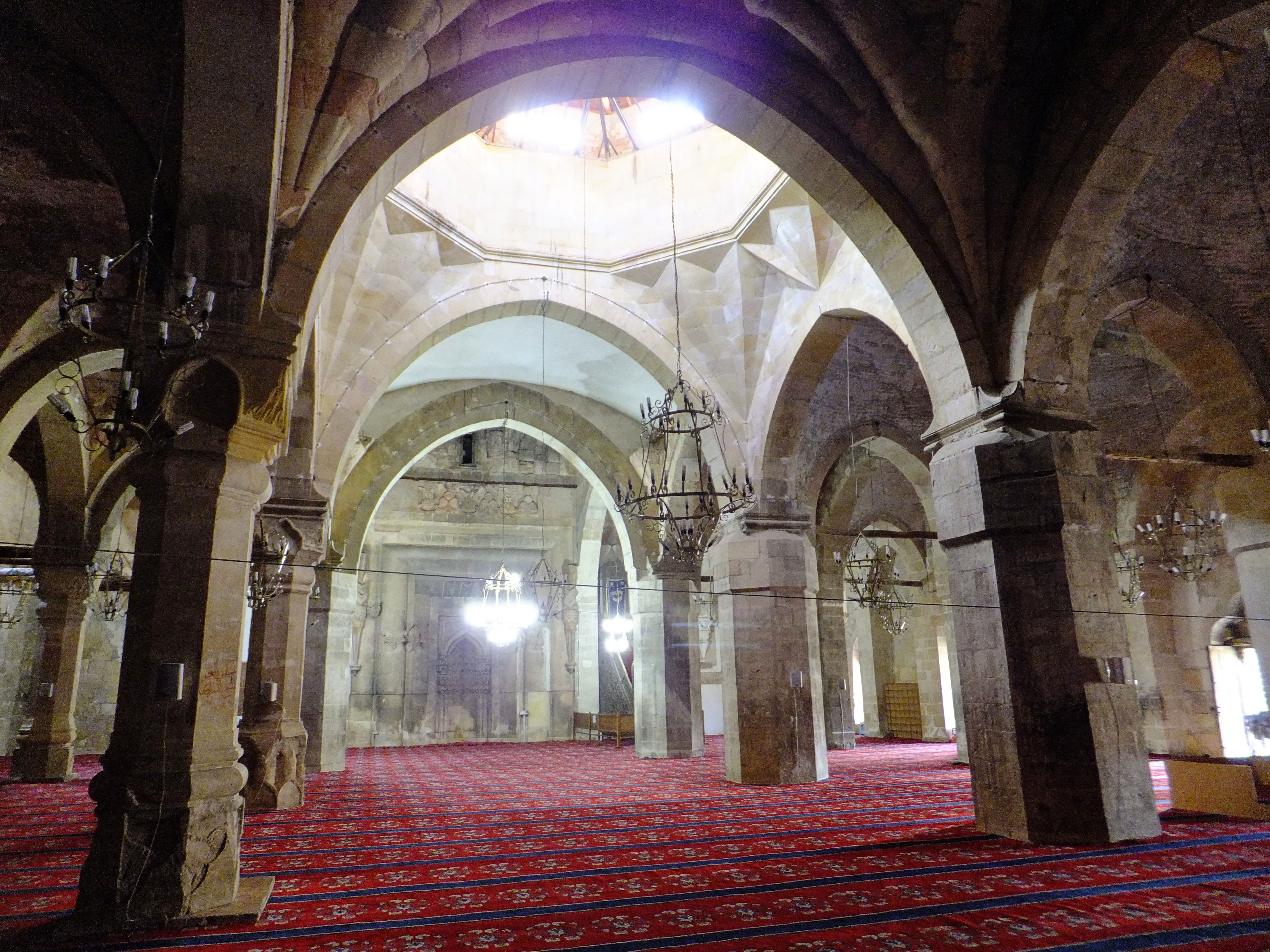
清真寺內部一景
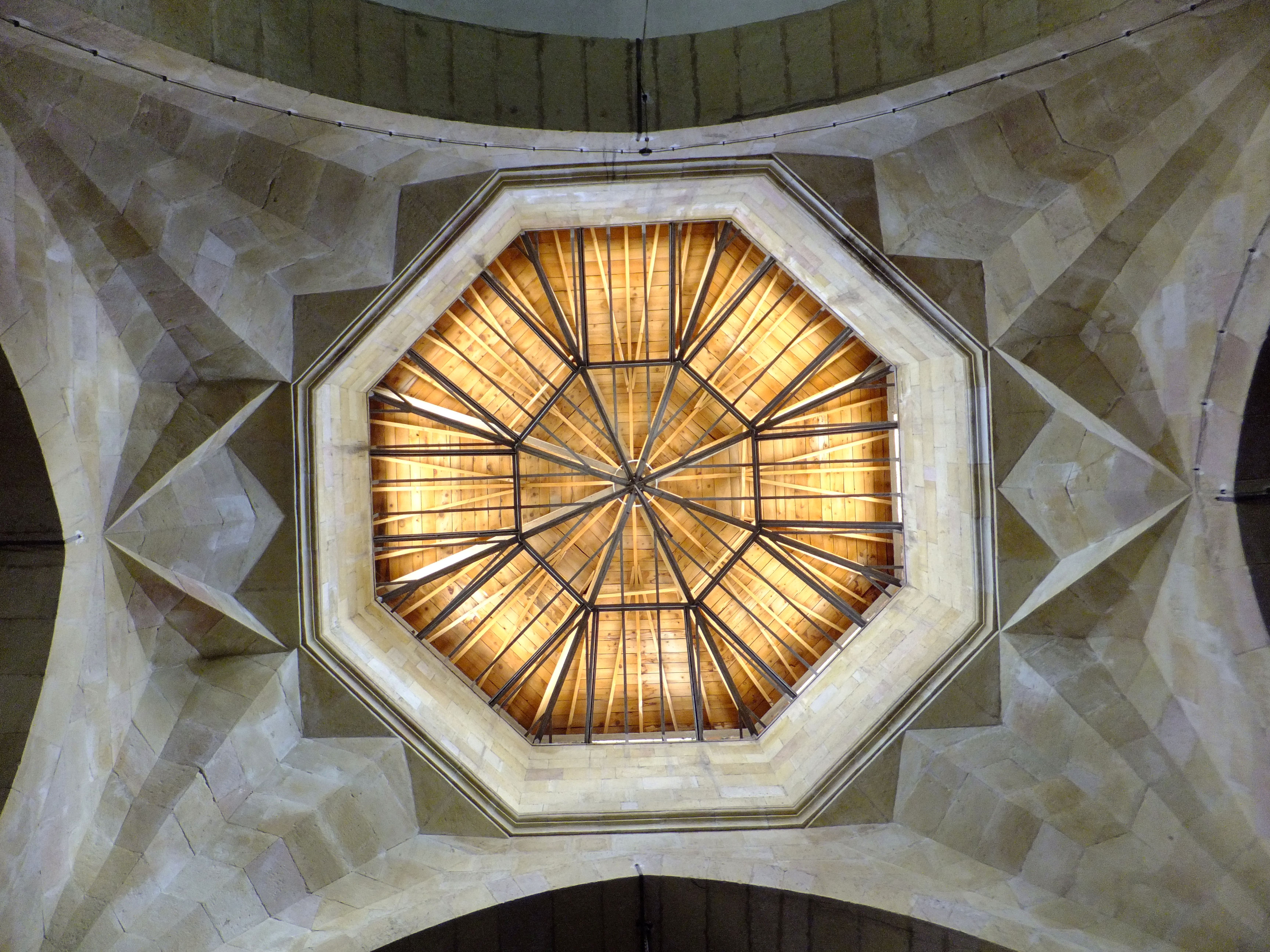
清真寺中央的採光井（英语：Lightwell）（已被屋頂燈籠（英语：Roof lantern）覆蓋）
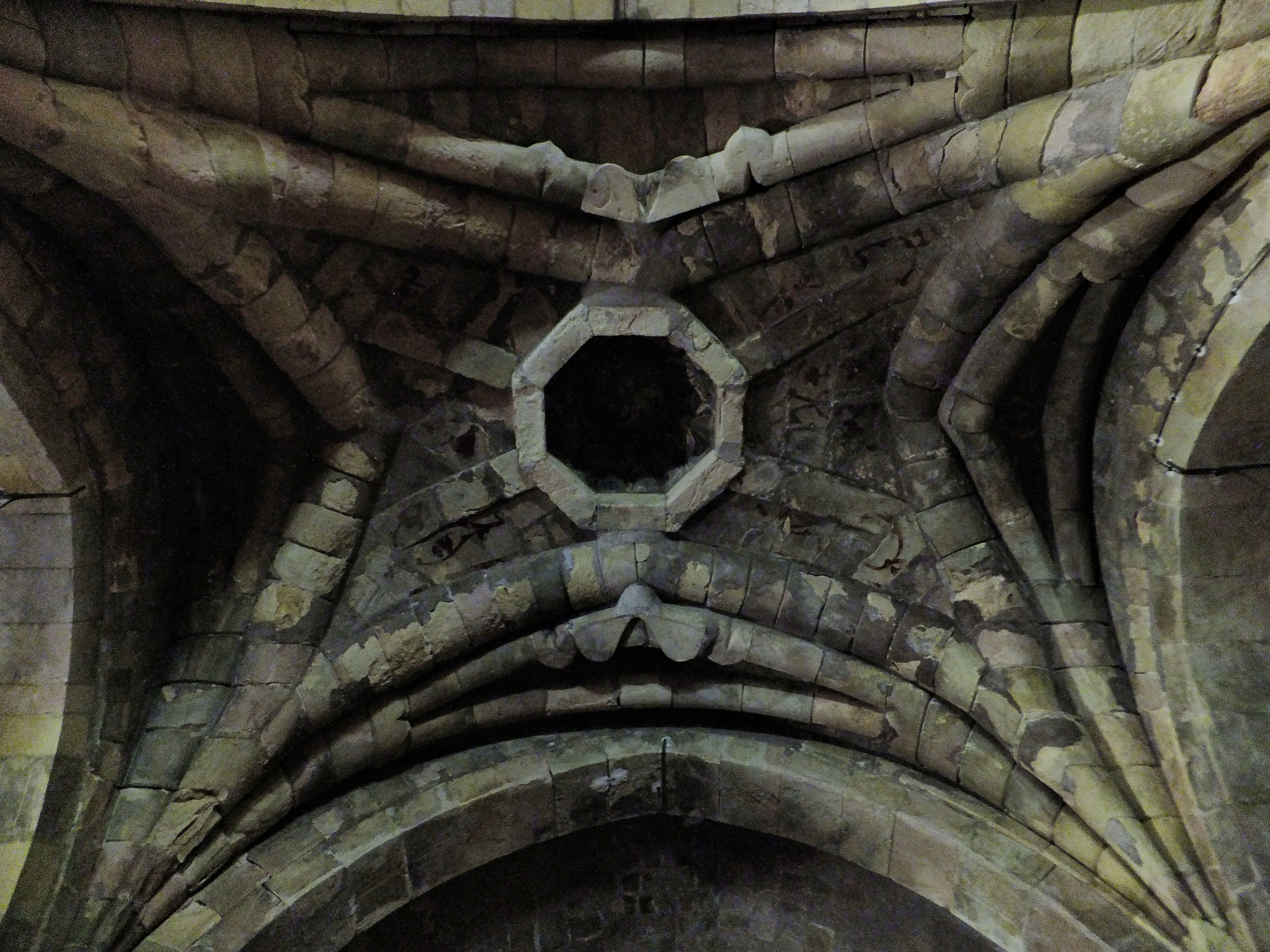
清真寺天花板的許多不同拱頂之一
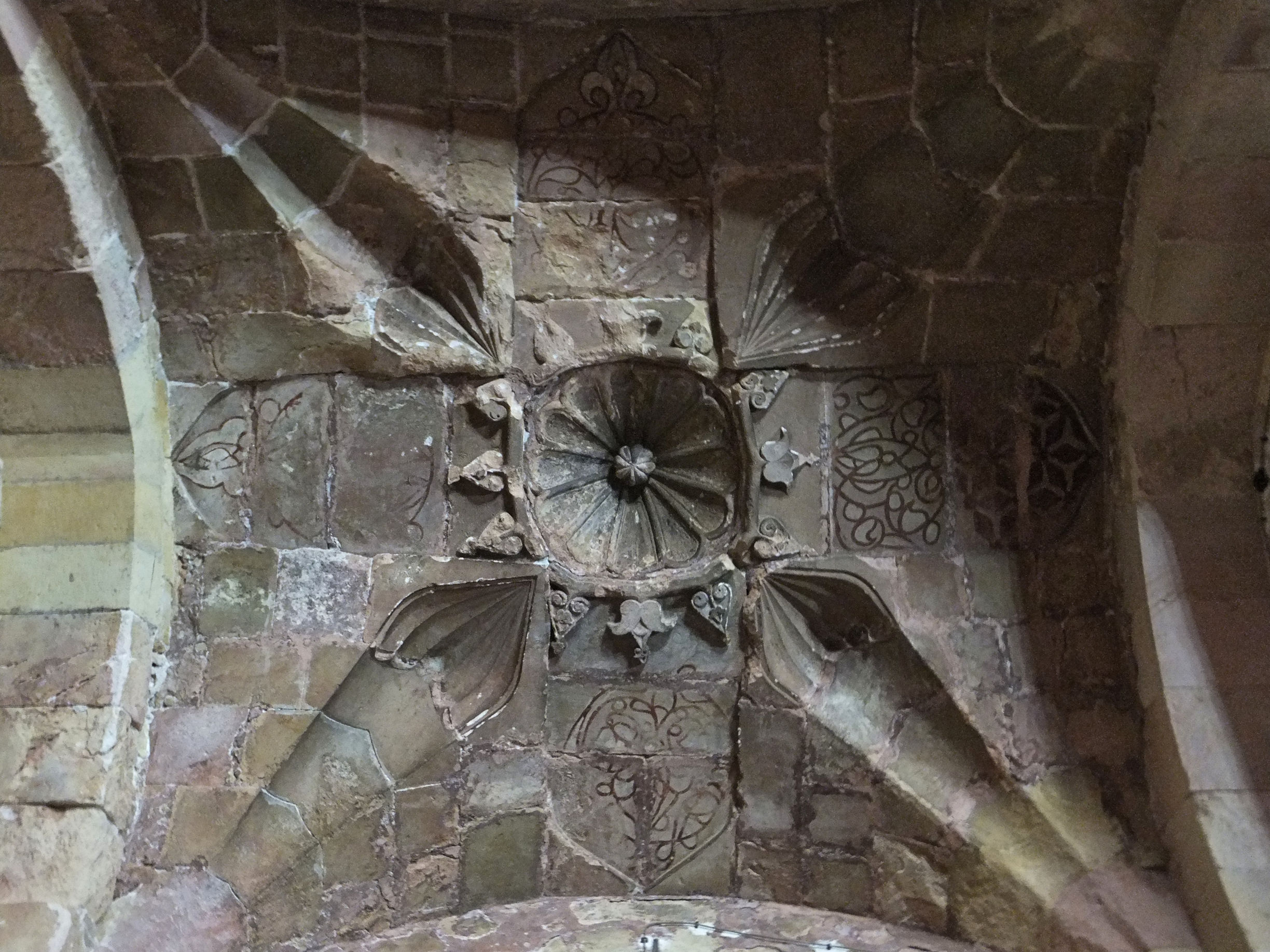
清真寺天花板的許多不同拱頂之二
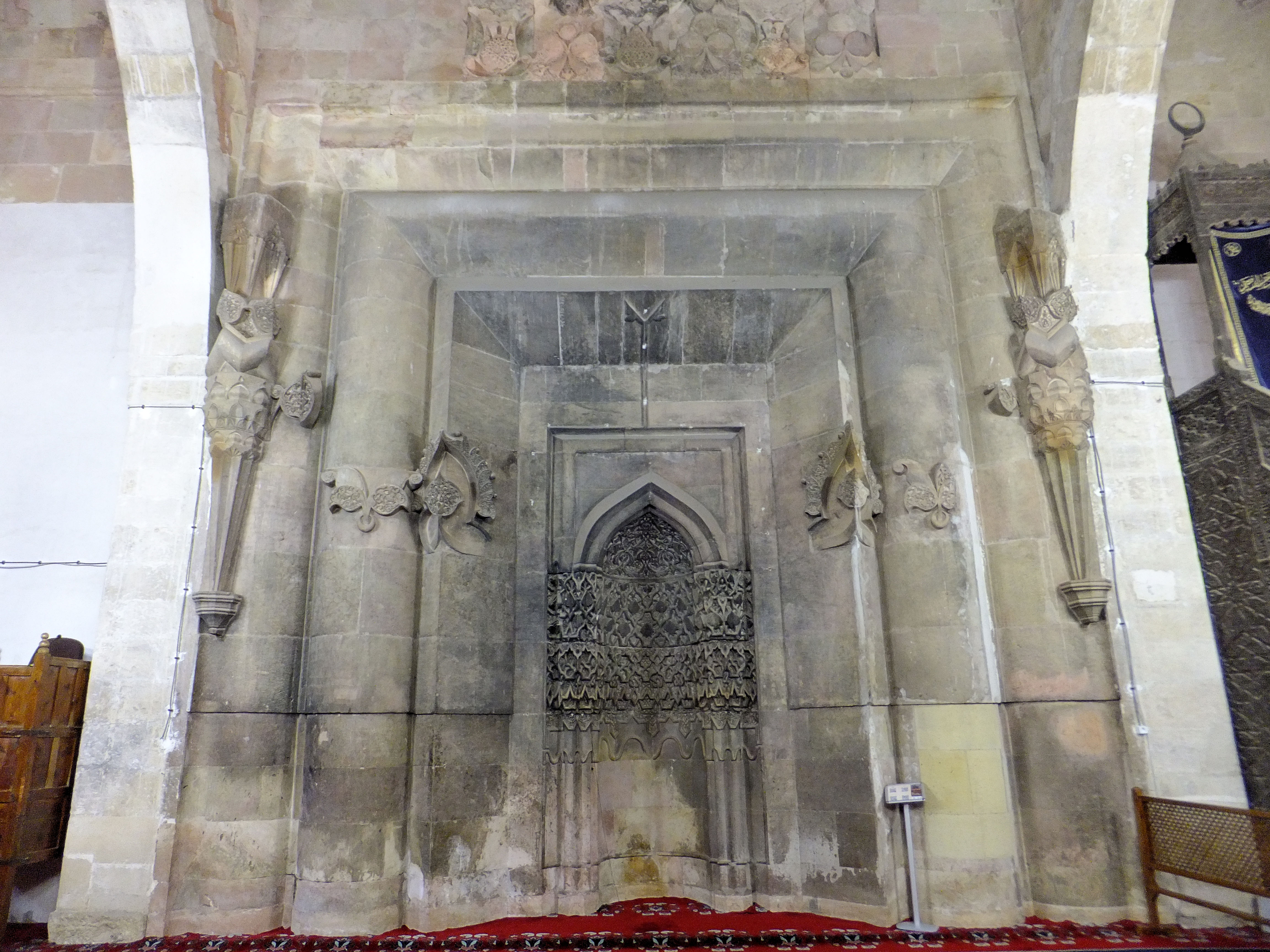
清真寺凹壁
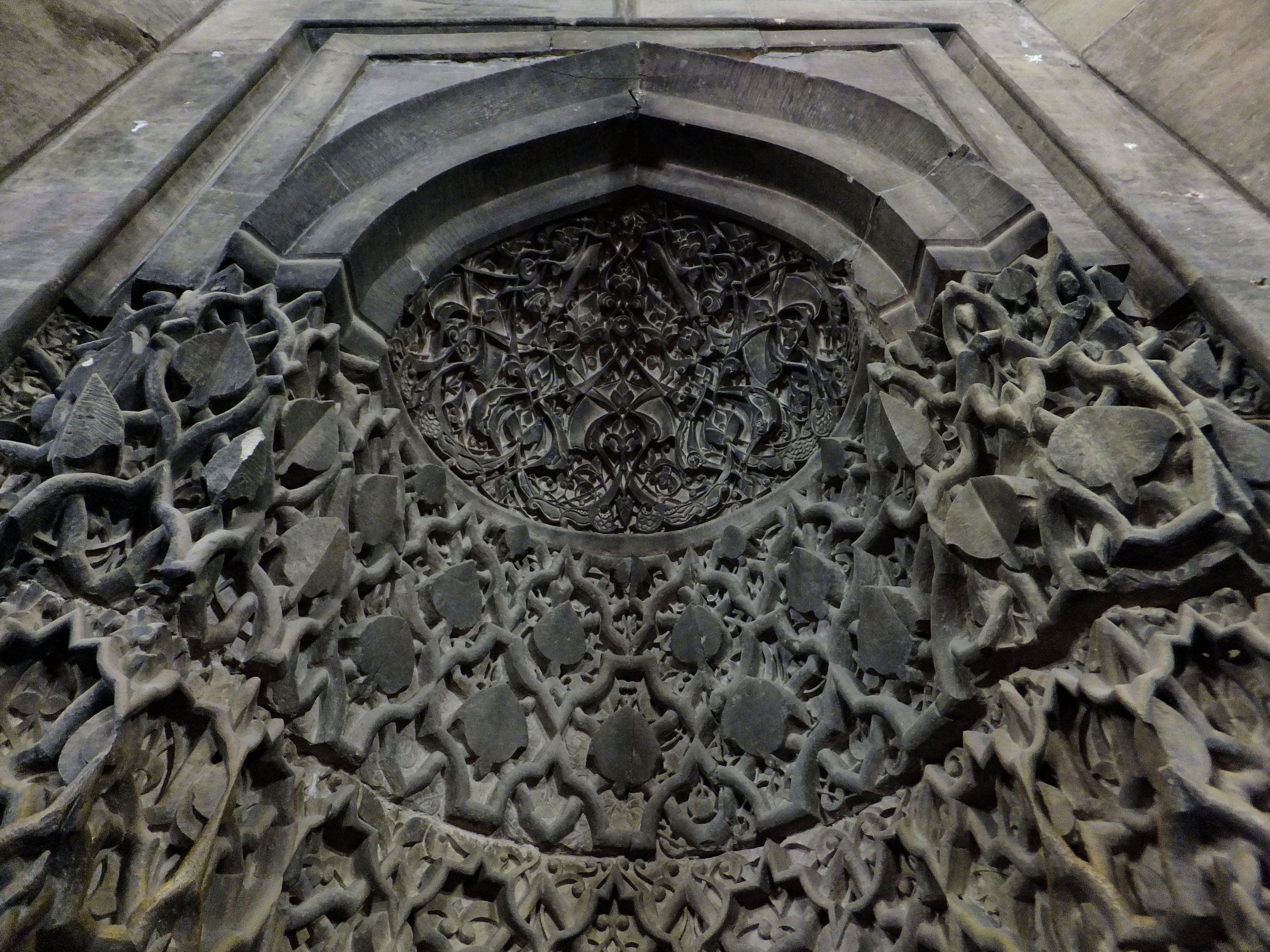
凹壁特寫
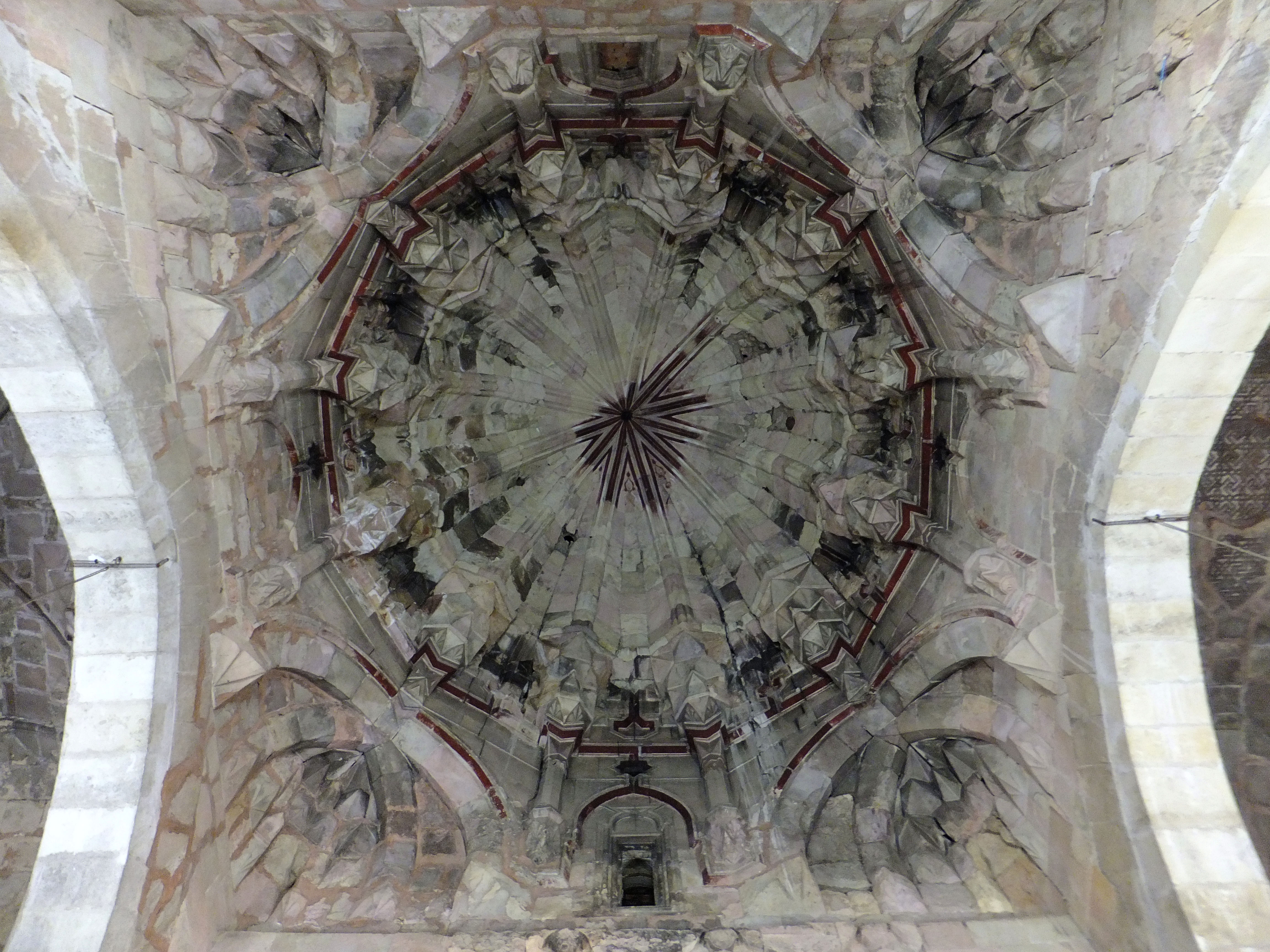
凹壁前之圓頂
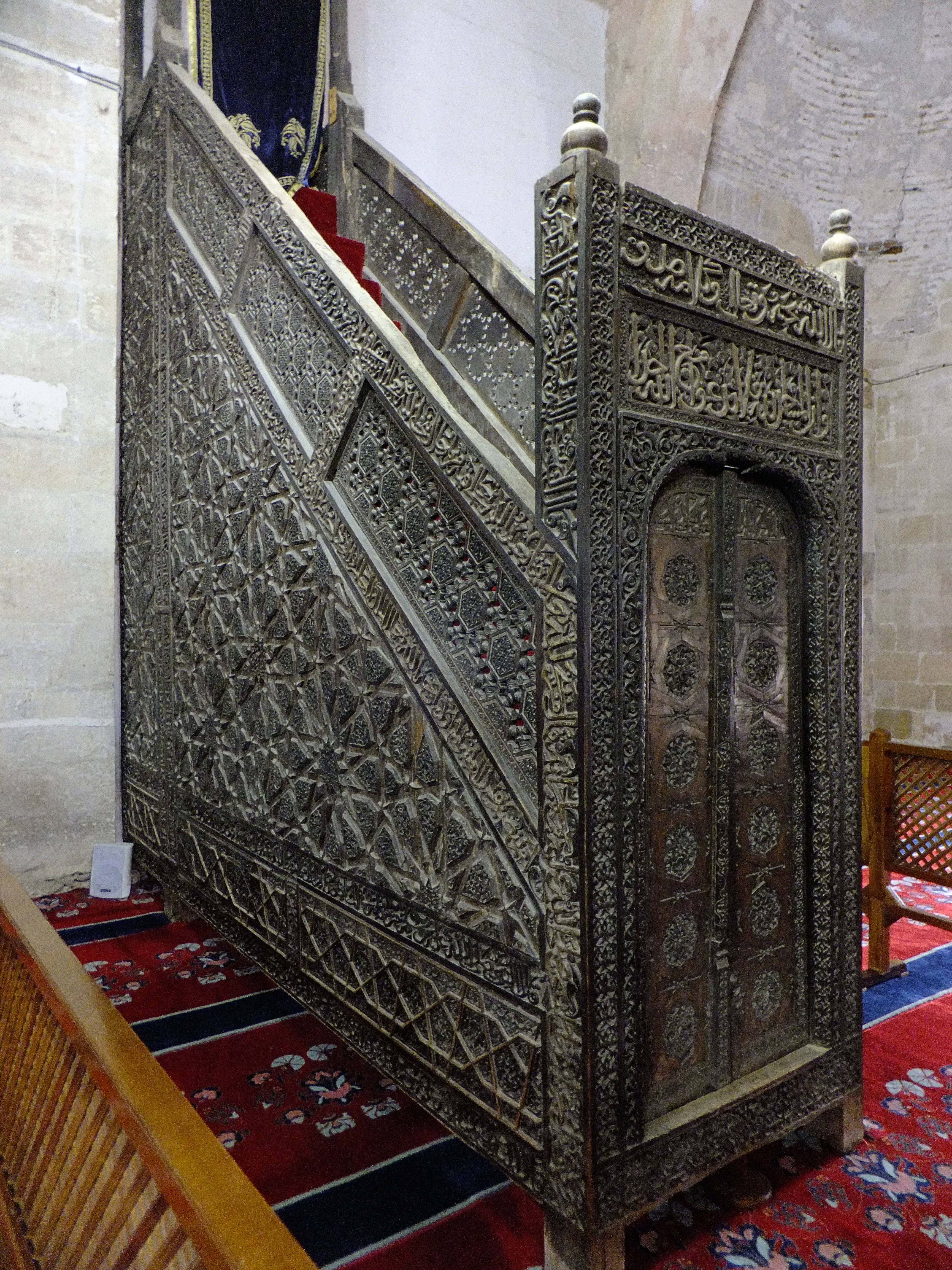
清真寺講經壇
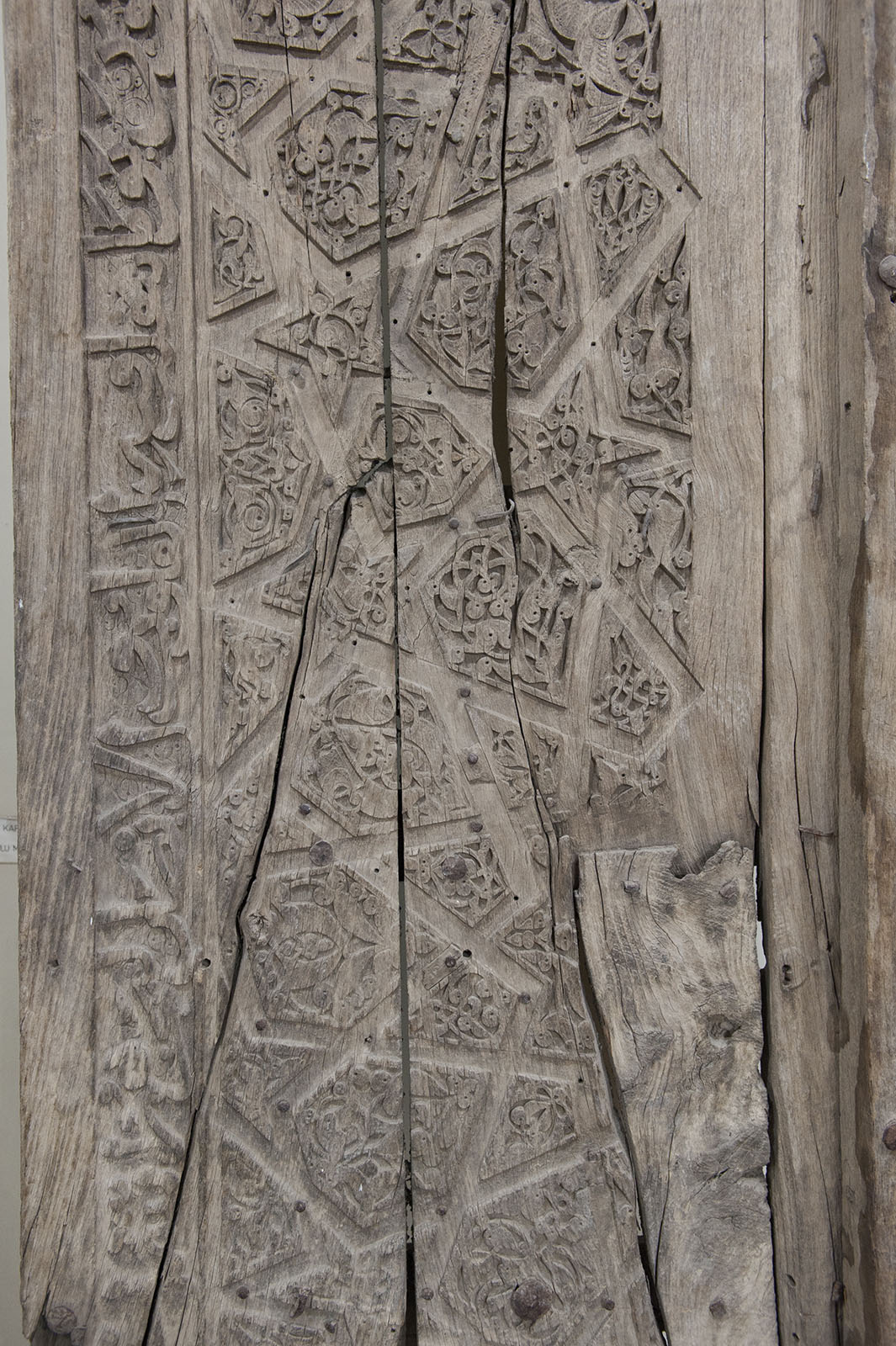
清真寺之木門/百葉窗之一（展於錫瓦斯國會和民族志博物館（英语：Sivas Congress and Ethnography Museum））
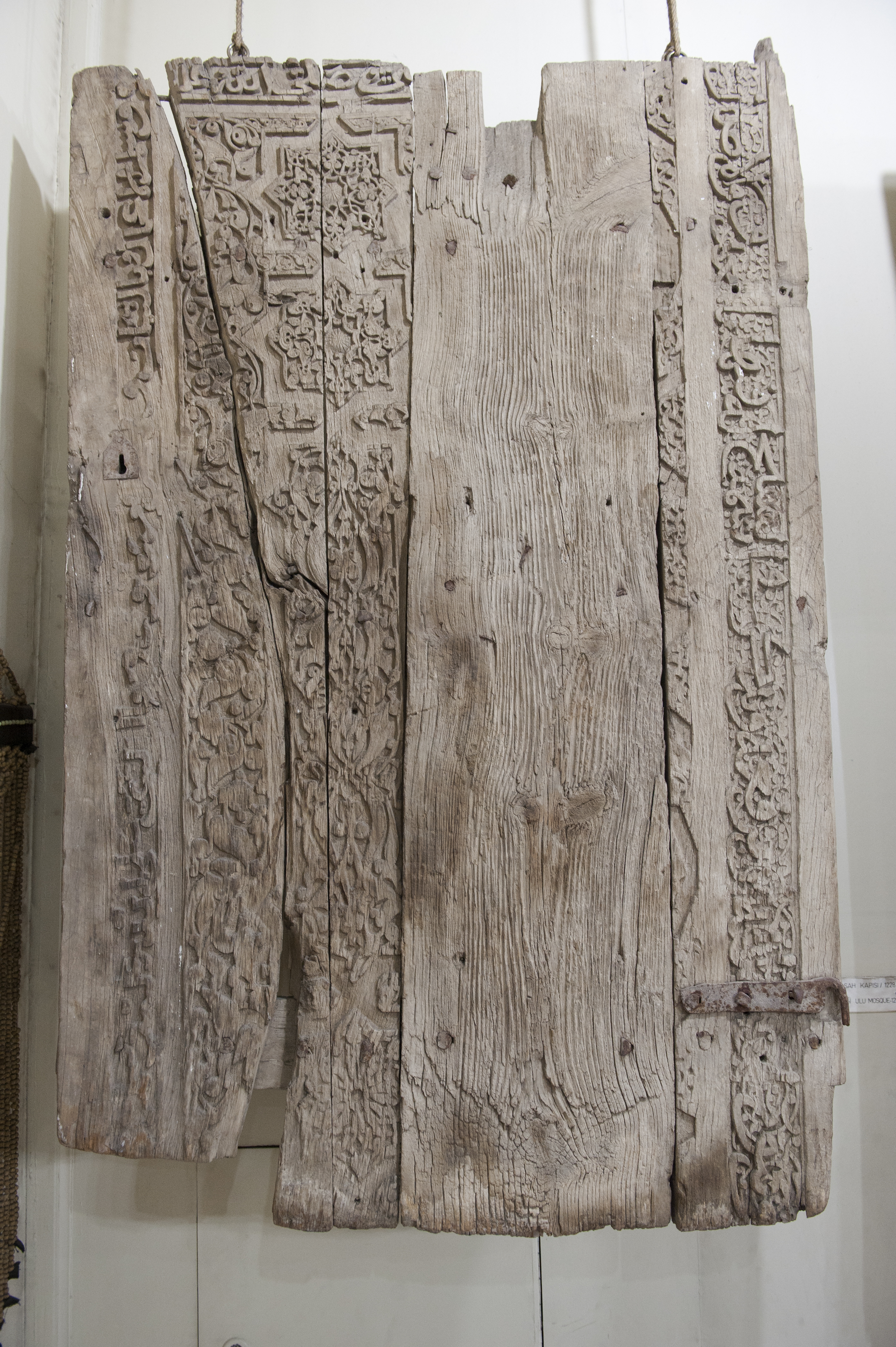
清真寺之木門/百葉窗之二（展於錫瓦斯國會和民族志博物館（英语：Sivas Congress and Ethnography Museum））
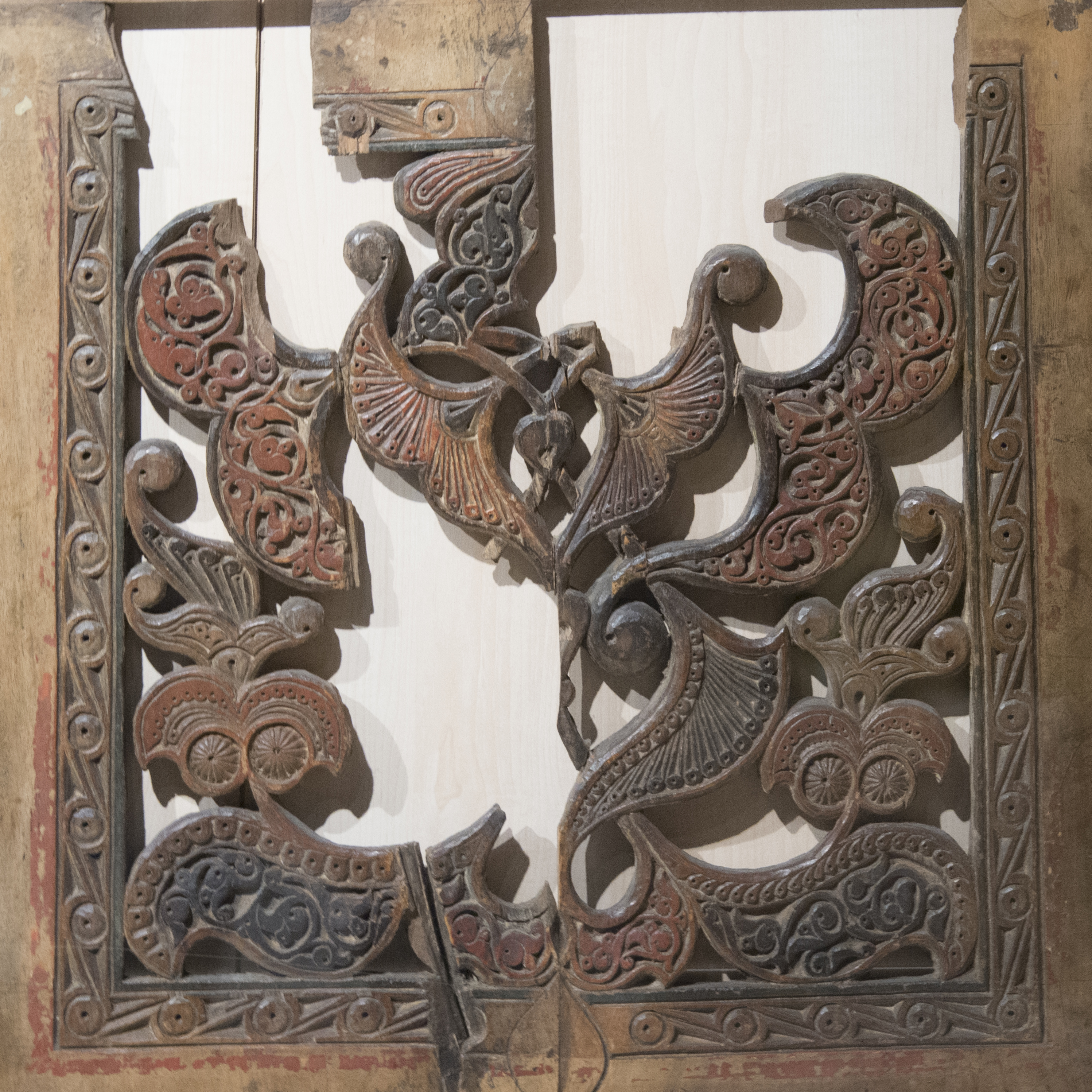
清真寺的一部分木柵欄（展於安卡拉瓦克夫博物館（英语：Ankara Vakıf Museum））

### 醫院
醫院可透過西立面的門口進入。與清真寺北門的設計不同的是，醫院入口是由一個巨大的尖拱構成，中間隔有一扇窗戶，並且那裏的石雕與清真寺主門的質量相同（但密度較低），某些地方似乎還未完成。醫院內部由房間和伊萬組成，圍繞著一有頂的庭院，中間有一個小水池。醫院南側有第二層樓，可透過入口內的樓梯到達。醫院內的一間房間專門做為王族墓室，並有一通往清真寺的窗口。

醫院外觀與內飾
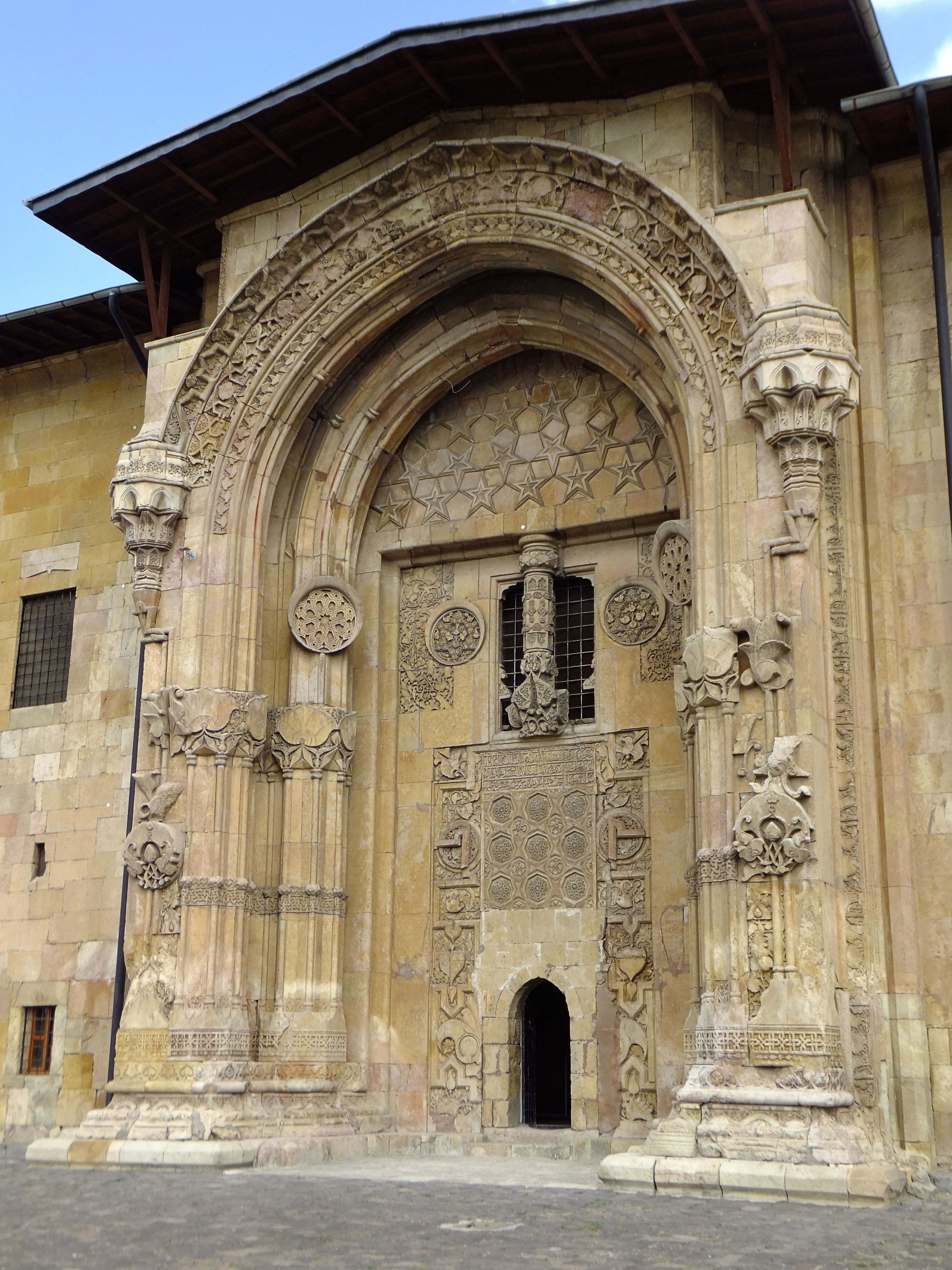
醫院門口
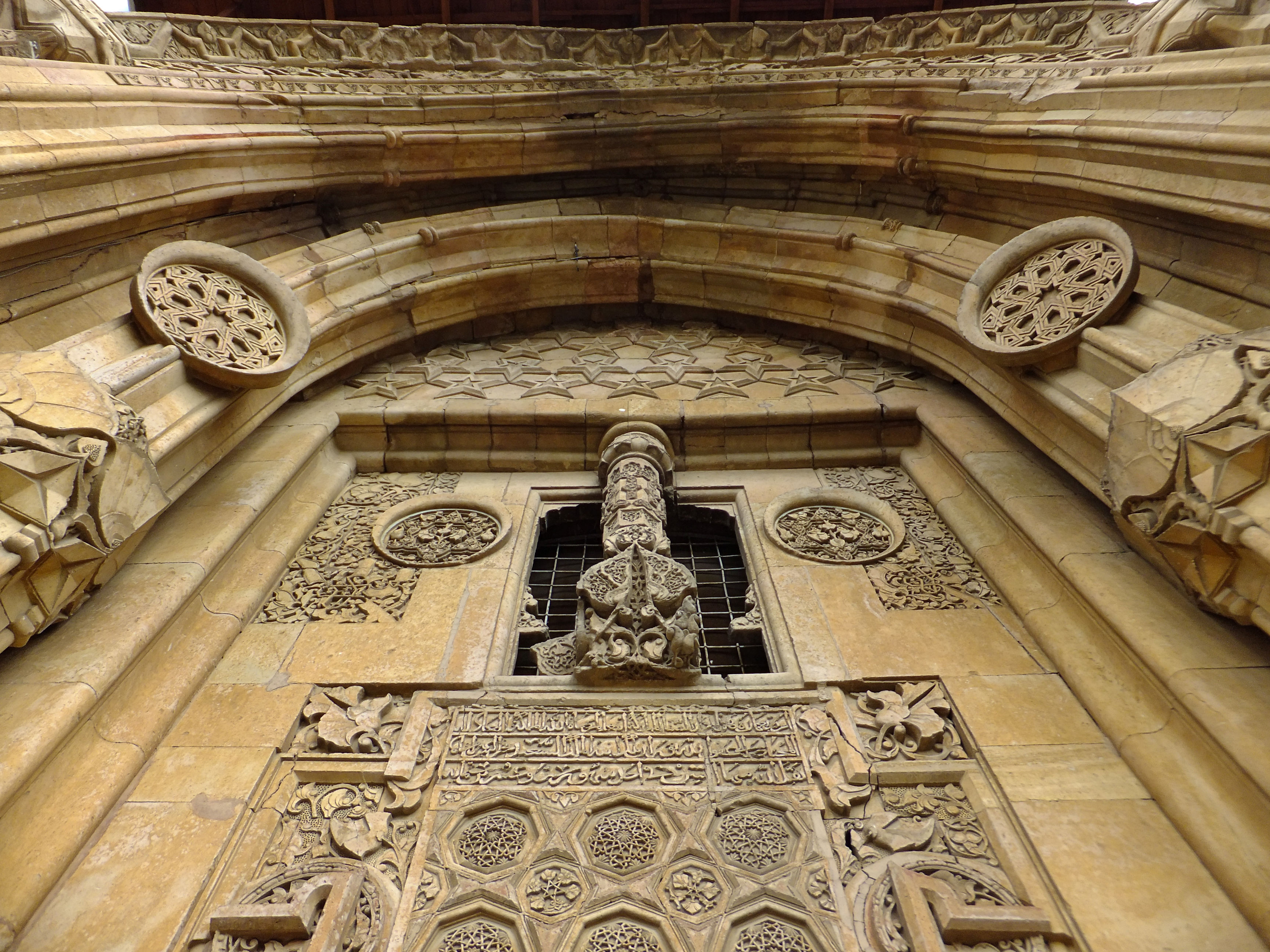
門口近景
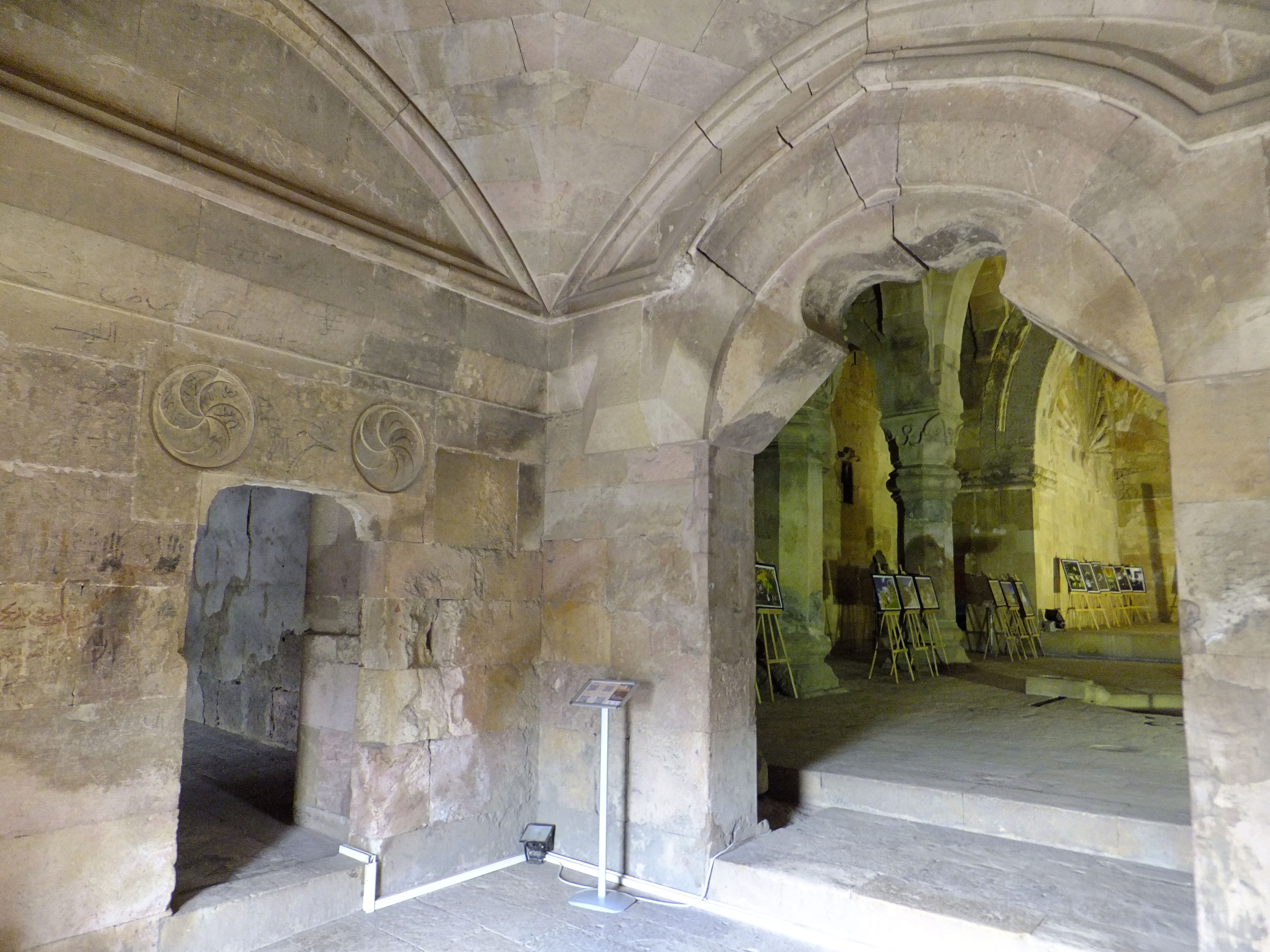
醫院內部前廳
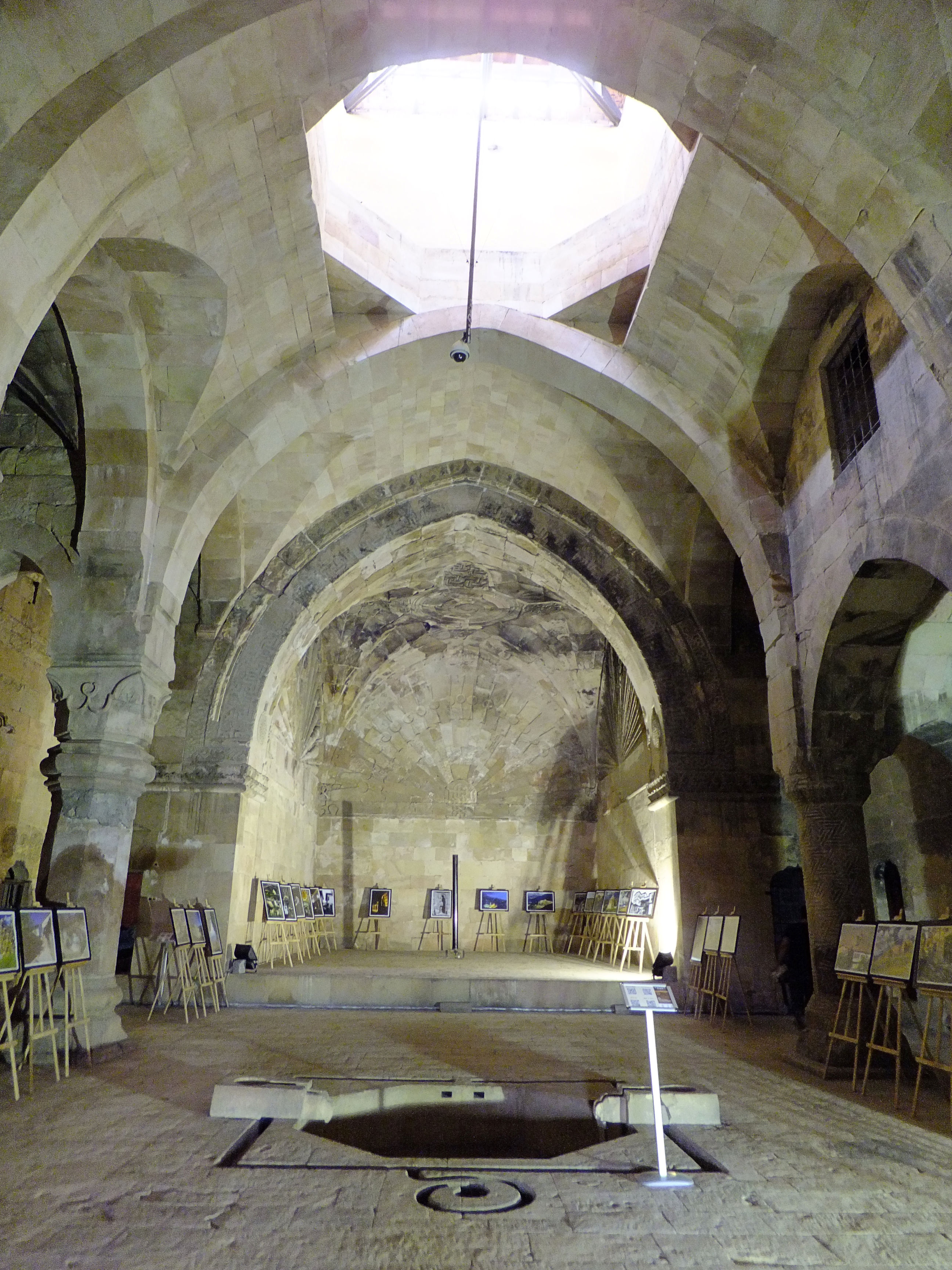
醫院內部主廳
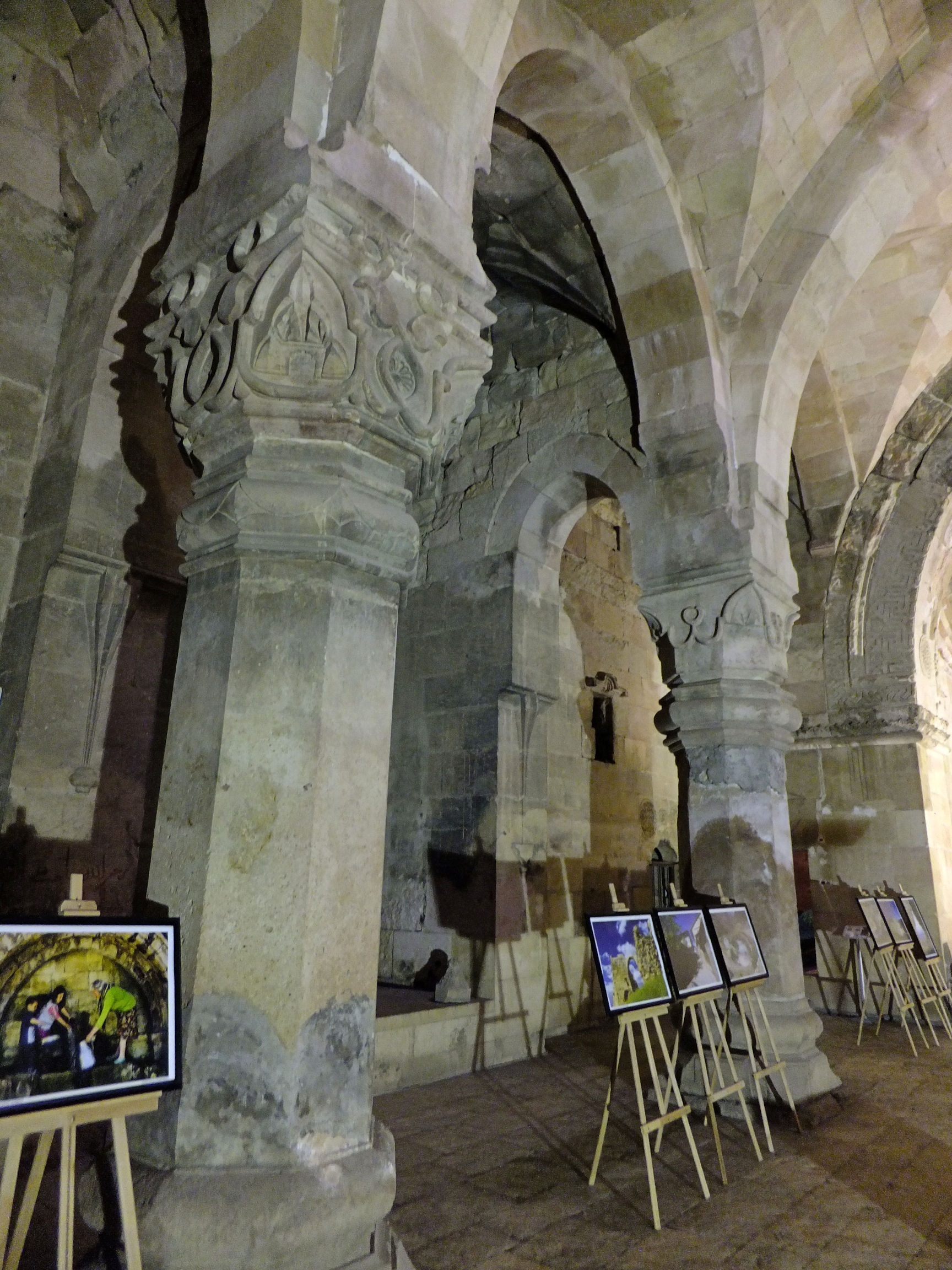
正廳柱子
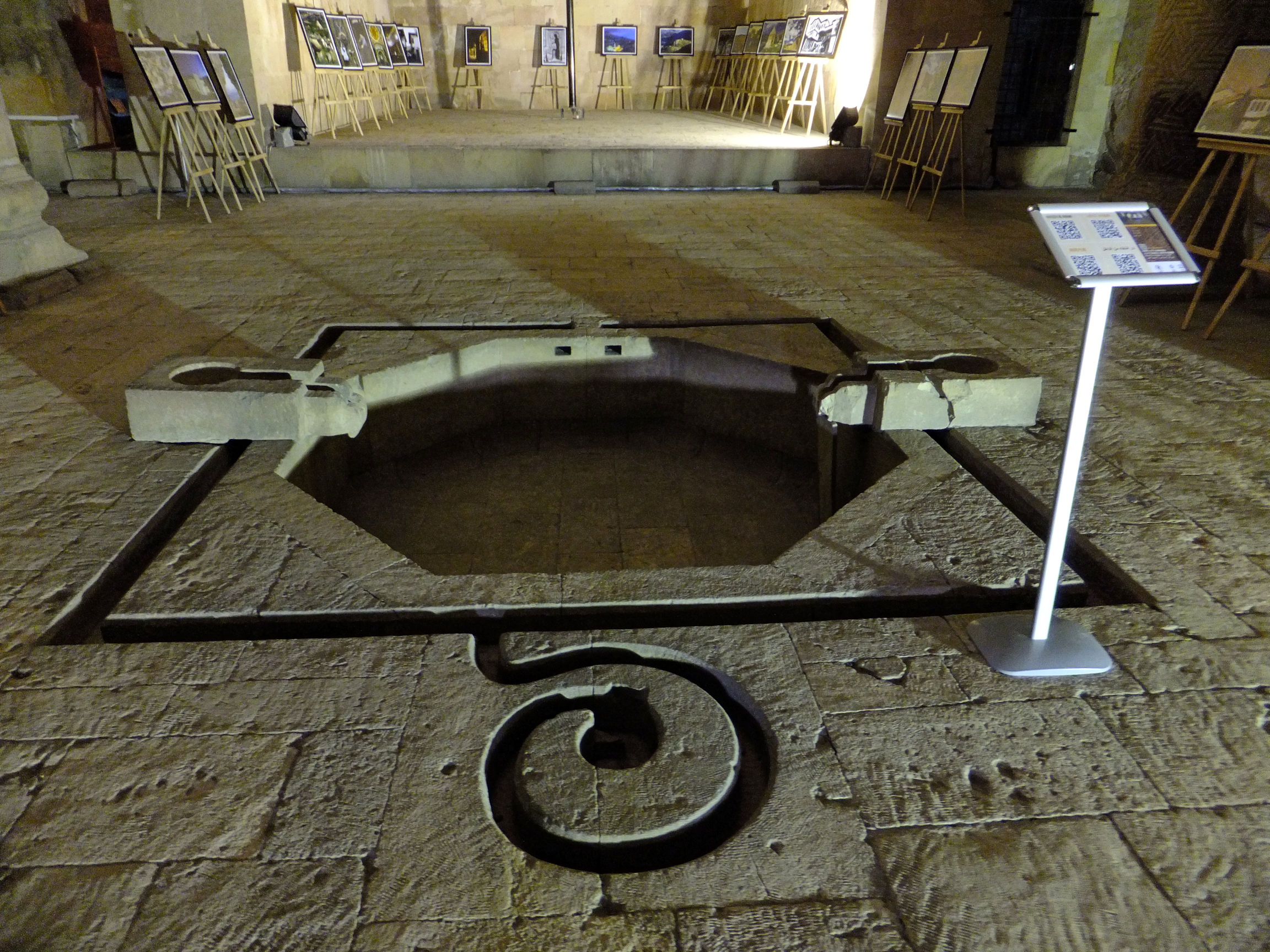
正廳中央噴泉
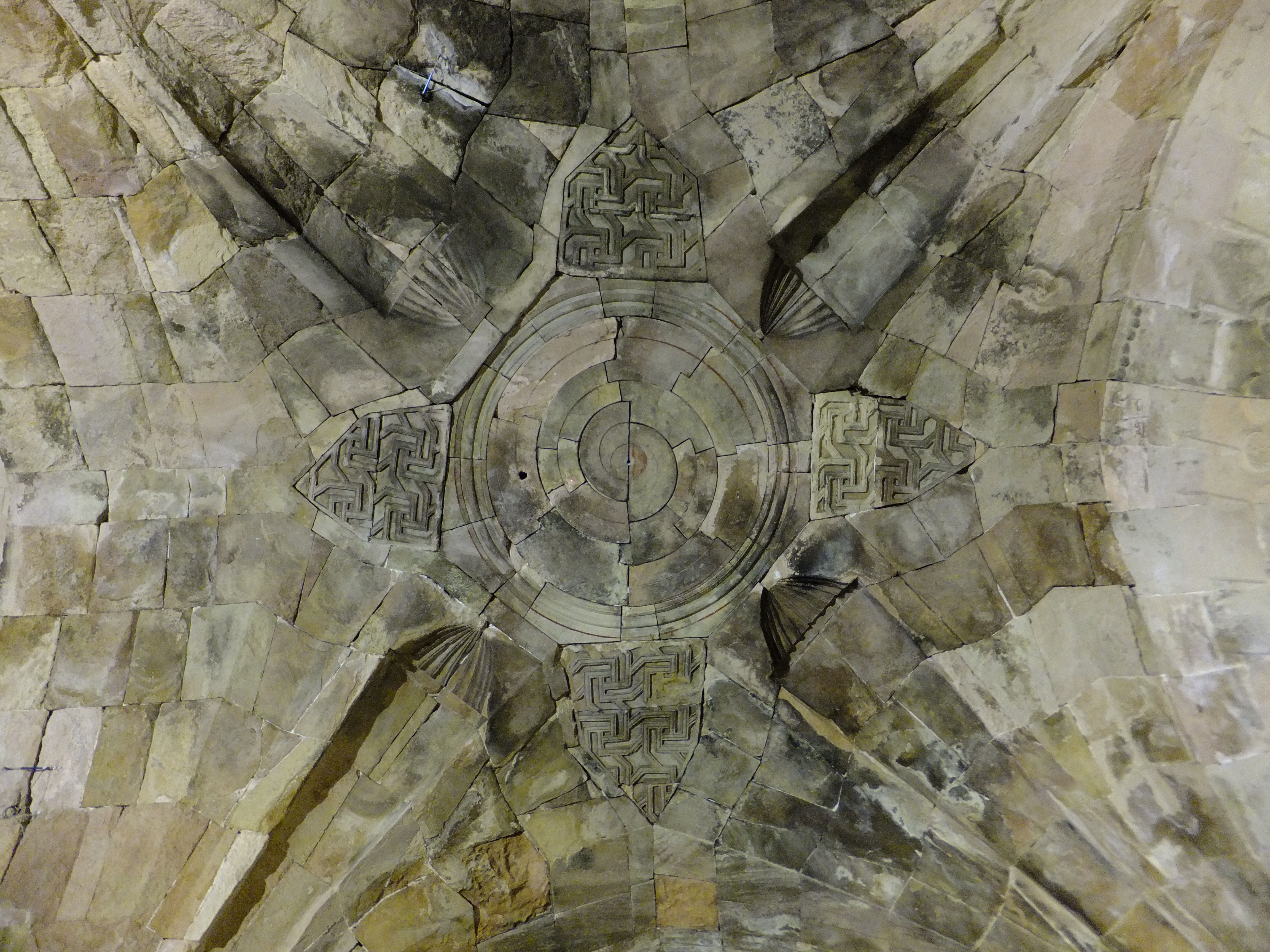
東伊萬拱頂（位於大廳後側）
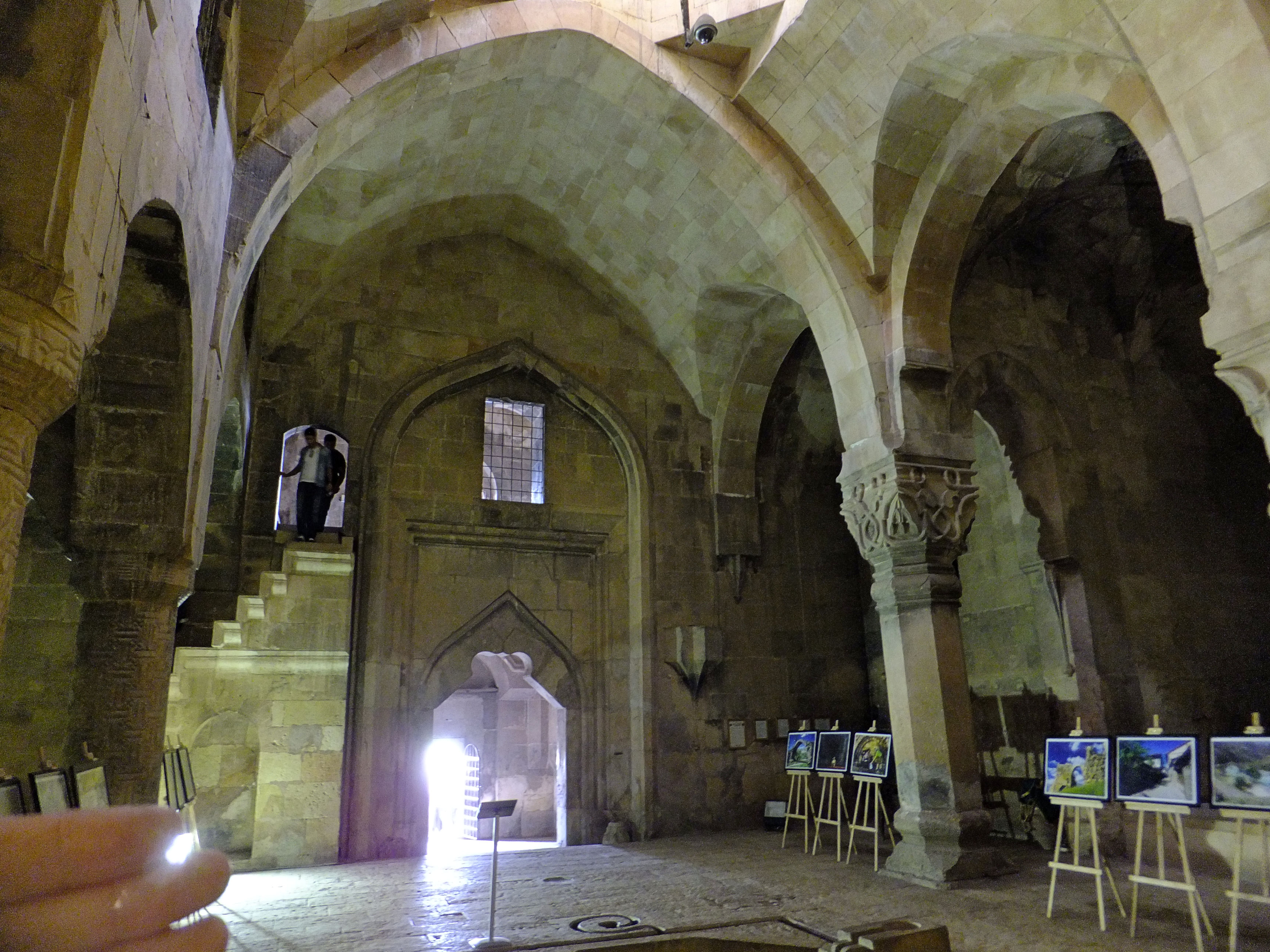
正廳內部（位於入口處）
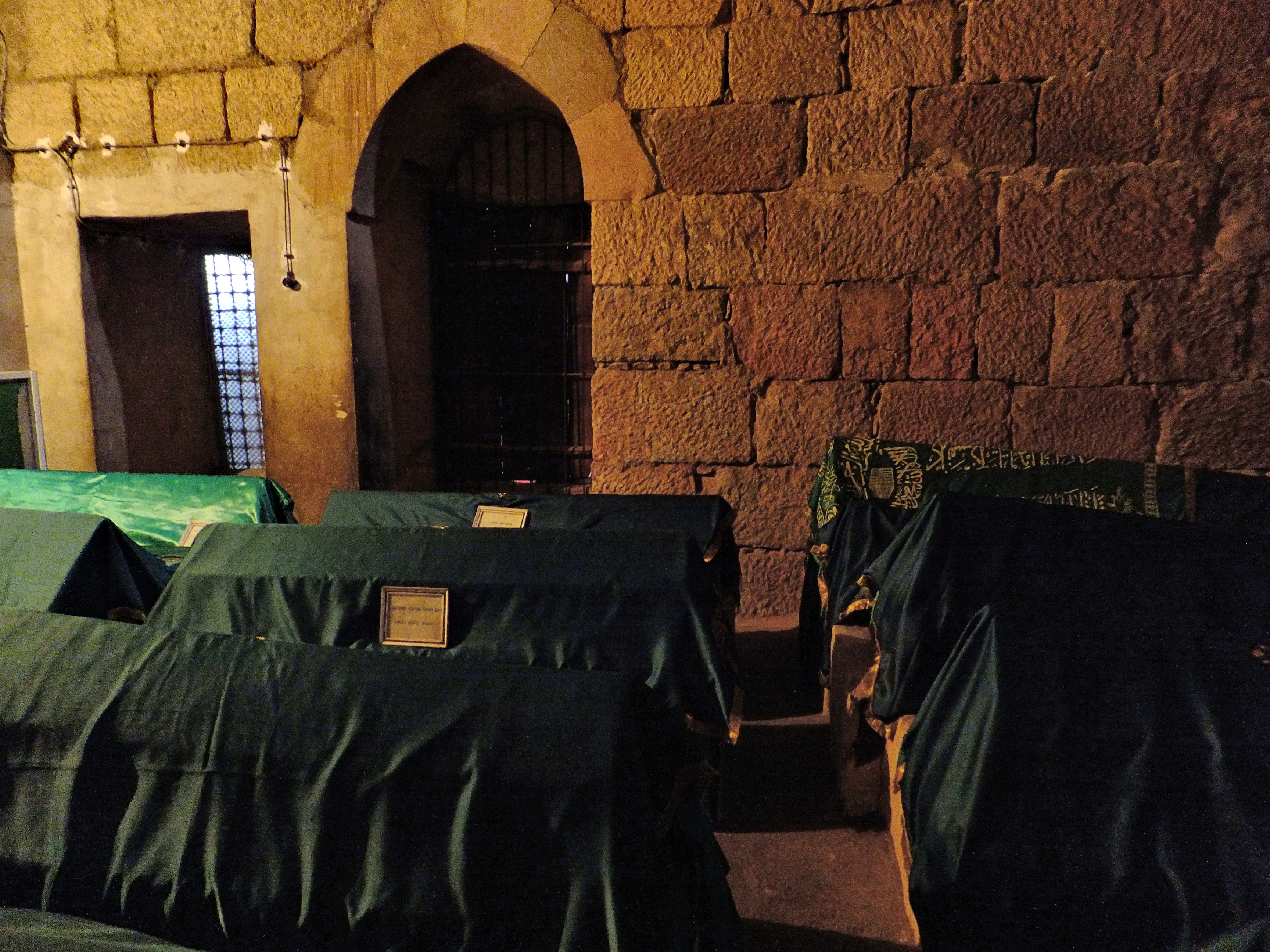
墓室內幕
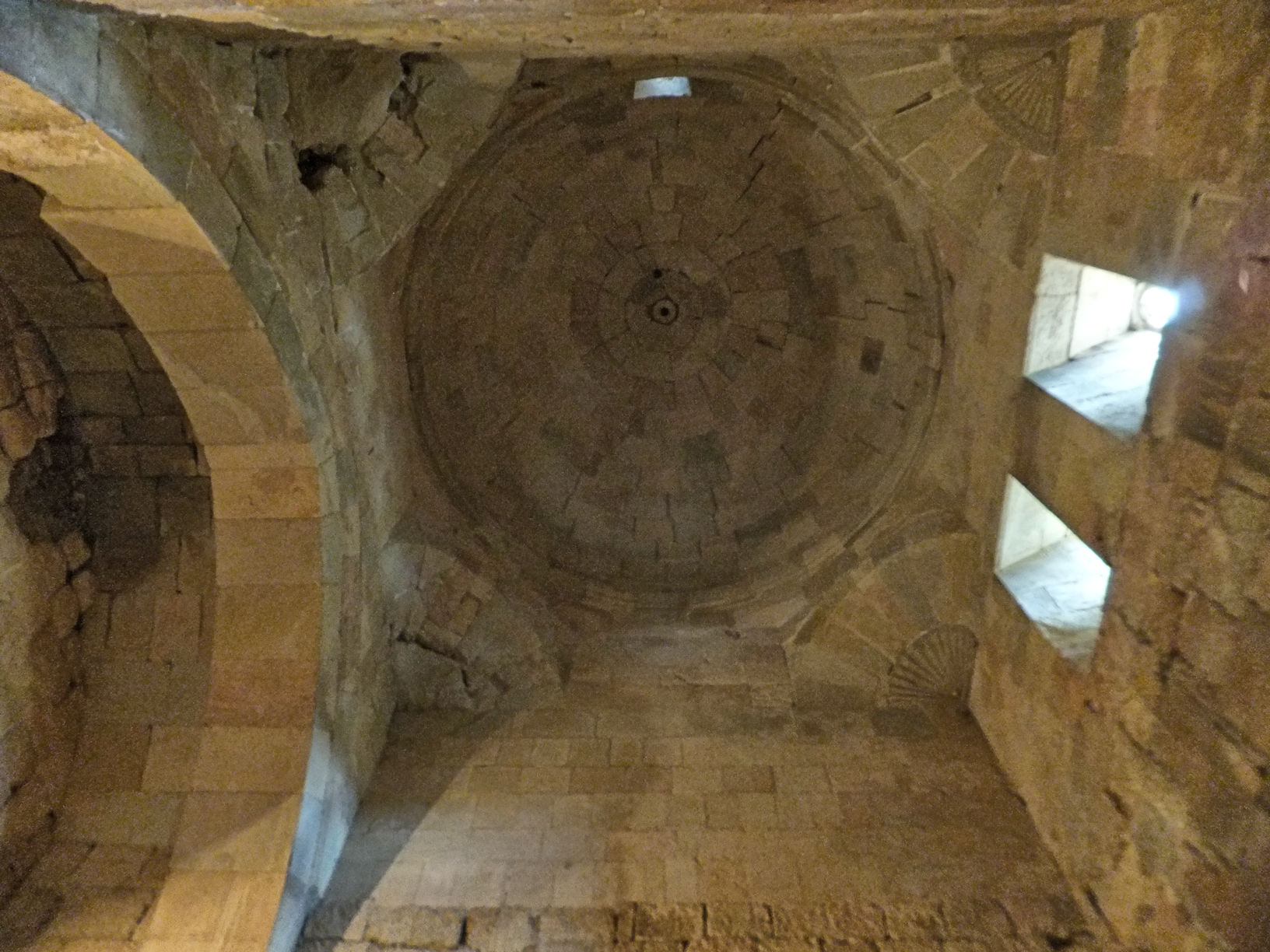
墓室圓頂